# See Your Eyes
《See Your Eyes》는 대한민국의 밴드 잔나비의 첫 번째 데뷔 익스텐디드 플레이(EP)이다. 2014년 12월 16일 카카오엠을 통하여 발매되었다. 타이틀곡인 〈See Your Eyes〉을 포함하여 총 일곱 곡이 수록되어 있다.

## 배경
이 음반의 타이틀곡 〈See Your Eyes〉는 잘못된 사랑의 방식으로 인해 상처받은 여자에게 바치는 곡으로 무책임한 행동에 대한 남자의 후회스러움을 표현했다. 잔나비만의 신선한 멜로디 라인과 깔끔한 편곡이 인상적이다.
잔나비 소속사 페포니 뮤직 관계자는"이번 음반 작업을 하면서 가장 어려웠던 점은 타이틀곡을 정하는 것이었다. 잔나비만의 감성과 겨울 느낌을 함께 잘 표현해내기 위해 노력을 많이 했다. 첫 미니 음반인 만큼 심혈을 기울여 작업했다"고 밝혔다.

## 곡 목록
모든 곡들은 최정훈, 김도형, 유영현에 의해 작사/작곡하였다.
| #  | 제목                                 | 재생 시간 |
| -- | ------------------------------------ | --------- |
| 1. | 〈Baby Maybe〉                       | 3:22      |
| 2. | 〈See Your Eyes〉                    | 3:12      |
| 3. | 〈너 같아〉                          | 4:20      |
| 4. | 〈November Rain〉                    | 4:18      |
| 5. | 〈누구나 겨울이 오면 (With 이기림)〉 | 3:35      |
| 6. | 〈달〉                               | 3:58      |
| 7. | 〈See Your Eyes (Acoustic Ver.)〉    | 3:25      |